# Schronisko w Lewych Kaskadach
Schronisko w Lewych Kaskadach – schronisko w Górze Zborów na Wyżynie Częstochowskiej. Znajduje się we wsi Kroczyce w województwie śląskim, powiecie zawierciańskim, w gminie Kroczyce, w obrębie rezerwatu przyrody Góra Zborów.

## Opis obiektu
Schronisko znajduje się w zacięciu pomiędzy skałami Turnia nad Kaskadami i Skała z Mysim Trawersem. Jego otwór znajduje się na wysokości 7 m nad ziemią i dostępny jest tylko wspinaczką skalną lub zjazdem na linie. Prowadzi przez niego droga wspinaczkowa Lewe kaskady o trudności VI w skali polskiej.
Schronisko powstało na pionowym pęknięciu skał. Ma trójkątny otwór, o szerokości 2 m i wysokości ok. 3,5 metrów. Za nim jest krótki, 4-metrowy korytarzyk, tylko na początku dostępny dla człowieka, potem stopniowo zawężający się do niedostępnych rozmiarów. Ma ogładzone ściany z licznymi jamkami krasowymi, jest widny i suchy, z płytkim, próchnicowym namuliskiem. Nacieków brak. W otworze rośnie leszczyna.
Schronisko powstało w późnojurajskich wapieniach skalistych. Wraz z całą Górą Zborów jest geostanowiskiem w Centralnym rejestrze geostanowisk Polski.

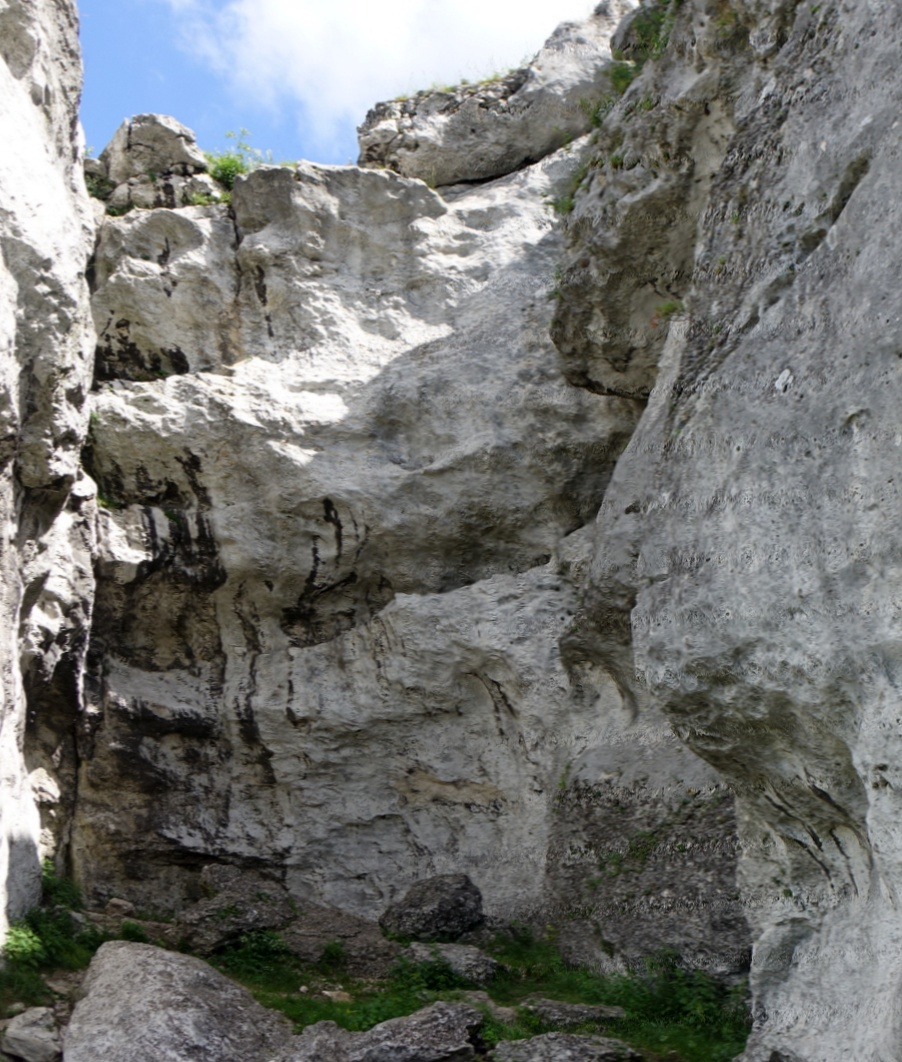
Zacięcie między Turnią nad Kaskadami i Skałą z Mysim Trawersem z otworem schroniska